# L'innocència dels infants
L'innocència dels infants (xinès simplificat: 童心, pinyin: Tóngxīn) és un curtmetratge d'animació dirigit per Wang Gang i produït per l'estudi de cinema de Changchun el 1989.
Fou emés per Canal Nou, dins del contenidor A la Babalà, el 15 de maig de 1994.